# Síndrome de Saethre-Chotzen
El síndrome de Saethre-Chotzen, también llamado acrocefalosindactilia tipo III (ACS III), es una rara enfermedad congénita de origen genético que se transmite  de padres a hijos según un patrón autosómico dominante. La primera descripción fue realizada por el neurólogo noruego Haakon Saethre en 1931 y el psiquiatra alemán Fritz Chotzen en 1932.

## Epidemiología
Se estima que se presenta un caso por cada 50.000 personas, aunque existen muchos pacientes no diagnosticados debido a que con frecuencia los síntomas son muy leves y pasan inadvertidos.

## Etiología
La alteración genética se debe a una mutación en el gen TWIST situado en cromosoma 7.

## Cuadro clínico
Este síndrome pertenece al grupo de enfermedades llamadas acrocefalosindactilias, las principales manifestaciones consisten en anomalías en la forma del cráneo producidas por un cierre prematuro de las suturas craneales (craneosinostosis), asimetrías de la cara, malformaciones en los dedos gordos de los pies, clinodactilia y otras alteraciones en la forma de los dedos. La capacidad intelectual es normal por lo general, aunque en algunos ocasiones existe ligero retraso mental.